# Sword Beach
Sword Beach var kodeordet for en af fem landgangsstrande i Operation Neptun, der var den indledende angrebsfase i Operation Overlord : D-dag den 6. juni 1944. Sword Beach var landgangsstrand for den britiske del af invasionen. Sword Beach var otte kilometer lang og strakte sig fra Ouistreham til Saint-Aubin-sur-Mer i Calvados. Landgangsstedet var den østligste af de fem strande, 15 km fra byen Caen. Stranden var inddelt i fire zoner: Oboe, Peter, Queen og Roger.
Målet for landgangen var hurtigt at komme forbi de tyske forhindringer og maskingeværreder, rykke ind i oplandet og erobre nøglebyen Caen. Klokken 0725 landede de første soldater i Peter og Queen. De stødte kun på ringe modstand, og efter blot 45 minutter var kampene rykket længere ind i landet og strandene sikret. Faldskærmstropper havde i tiden op til landgangen elimineret batterier inde i landet og indtaget positioner ved vigtige trafikknudepunkter og broer i området.
Et modangreb med omkring 100 tyske kampvogne fra Caen havde nogen succes, men gik dog i stå efter at have mistet 54 kampvogne.
Da dagen sluttede, havde briterne fået landet omkring 28.845 mand og kun mistet 630. Men hovedmålet Caen var ikke nået, og fremmarchen var gået i stå seks km fra byen.